# Elecciones provinciales de Entre Ríos de 1931
Las elecciones generales de la provincia de Entre Ríos de 1931 tuvieron lugar, en modo anticipado, el domingo 8 de noviembre del mencionado año, al mismo tiempo que las elecciones presidenciales y legislativas a nivel nacional. Se realizaron para cubrir los cargos de Gobernador y Vicegobernador, ya que tanto Herminio Juan Quirós como Cándido Uranga, quienes habían sido elegidos en 1930, habían fallecido entre mayo y septiembre del mismo año. Tuvieron lugar al momento de instaurarse el régimen conservador de la Década Infame, por lo que los comicios se realizaron bajo la abstención de la Unión Cívica Radical (UCR), principal partido de la oposición del país tras el golpe de Estado de 1930.
Sin embargo, la Unión Cívica Radical Antipersonalista (UCR-A), que había apoyado el golpe y sostenía también la candidatura de Agustín P. Justo a la presidencia de Argentina, sufrió un quiebre en Entre Ríos debido a que un sector del antipersonalismo resolvió no apoyar a los candidatos del justismo, a pesar de que había apoyado el golpe (lo cual fue garantía de que la provincia no fuese intervenida y Entre Ríos se mantuviera bajo gobierno constitucional). En ese contexto, Luis Etchevehere, candidato del sector antipersonalista disidente, obtuvo un resonante triunfo con el 56.84% de los votos y 40 de los 54 escaños del Colegio Electoral Provincial, garantizando su elección inmediata como Gobernador. El binomio José Benjamín Gadea y Fortunato Parera Denis del Partido Demócrata Nacional (PDN), fuerza conservadora fundada para los comicios, logró el 37.33%, mientras que Ramón I. Sobral y Marcos Wotman de la Alianza Civil entre el Partido Socialista (PS) y el Partido Demócrata Progresista (PDP), obtuvieron el 5.83% restante.
Etchevehere fue ratificado por el Colegio Electoral a fines de noviembre y asumió su cargo el 29 de diciembre de 1931. Su mandato se vio acortado por una reforma constitucional, que eliminó el sistema de elección indirecta, por lo que desde entonces hasta la actualidad no se ha vuelto a emplear el sistema de Colegio Electoral para las elecciones gubernativas entrerrianas. Etchevehere adelantó su salida del cargo, como parte de la reforma constitucional, al 1 de julio de 1935.